# 曉門

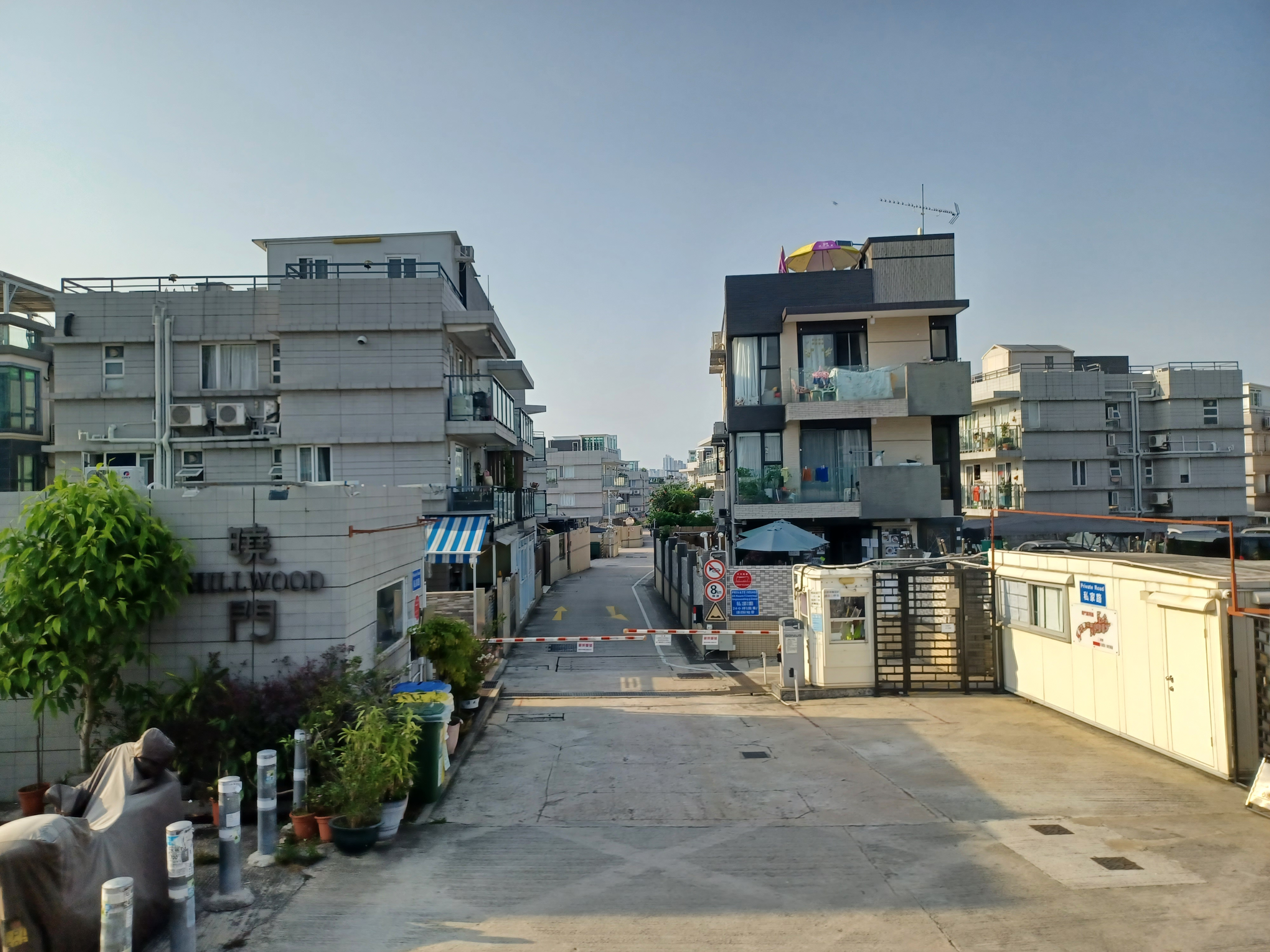
曉門大棠路車道入口

曉門（英語：Hillwood）是座落於香港新界元朗區大棠紅棗田村的大型屋苑，由142座低密度別墅組成，發展商為恒安發展。
2016年，有傳媒報導懷疑新界原居民與發展商合作套丁，建成曉門。曉門所在的土地由原業主購入後，隨即將土地分割成多塊，再以低價向男丁轉售，以申建丁屋。其中多名男丁都委託同一名恒安建築的生意伙伴處理所有興建及銷售文件，而且他們都以曉門發展商恒安發展的地址作為申報地址。